# 亞嫩施龍屬
亞嫩施龍屬（屬名：Janenschia），又譯詹尼斯龍，是蜥腳下目大鼻龍類的恐龍，生存於侏羅紀晚期（距今1億5500萬年前）的非洲坦尚尼亞。屬名紀念古生物學家沃納·亞嫩施。原先被認為是梁龍科拖尼龍或重龍的一種，後來發現卻是關係較遙遠的泰坦巨龍類。模式種強壯亞嫩施龍（J. robusta）於1991年由Rupert Wild描述、命名。